# ASKA 10 DAYS SPECIAL グッバイ&サンキュー東京厚生年金会館 -ここにあなたの足跡を-
『ASKA 10 DAYS SPECIAL グッバイ&サンキュー東京厚生年金会館 -ここにあなたの足跡を-』（アスカ 10 デイズ・スペシャル グッバイ・アンドサンキューとうきょうこうせいねんきんかいかん -ここにあなたのあしあとを-）は、ASKAのライブ・ビデオ。2024年9月4日にBlu-rayで完全限定生産盤として発売された。発売元はDADAレーベル。

## 解説
東京厚生年金会館が同年3月に閉館することを受け、東京厚生年金会館が2010年3月に閉館することを受け、同年2月10日から26日の10日間に渡って行ったコンサート『ASKA 10 DAYS SPECIAL グッバイ&サンキュー東京厚生年金会館 -ここにあなたの足跡を-』の模様が収録されている。
ASKAはこのコンサートでソロ曲に加えてCHAGE and ASKAの楽曲、他アーティストへの提供曲を歌唱。更に当時は制作途中だった「僕の来た道」をハミングで披露した。
特典としてストリーミング配信を無料で視聴できるシリアルナンバーが付属された。

## 収録曲
- ☆はCHAGE and ASKAの楽曲。

1. L&R
作詞・作曲：ASKA
2. 着地点
作詞・作曲：ASKA
3. Tattoo
作詞・作曲：ASKA
4. 風のライオン☆
作詞・作曲：ASKA

- TALK -
1. LOVE SONG☆
作詞・作曲：ASKA
2. はるかな国から
作詞・作曲：ASKA
3. ONE
作詞：ASKA・ERVIN BEDWARD　作曲：ASKA・PAUL WICKENS
4. はじまりはいつも雨
作詞・作曲：ASKA

- TALK -
1. Girl
作詞・作曲：ASKA
2. No Way
作詞・作曲：ASKA
3. ロケットの樹の下で☆
作詞・作曲：ASKA
4. 同じ時代を
作詞・作曲：ASKA

- TALK -
1. WALK☆
作詞・作曲：ASKA
2. cry
作詞・作曲：ASKA
3. 晴天を誉めるなら夕暮れを待て
作詞・作曲：ASKA
4. 月が近づけば少しはましだろう
作詞・作曲：ASKA
5. 心に花の咲く方へ
作詞・作曲：ASKA

- TALK -
1. 君が愛を語れ
作詞・作曲：ASKA
2. UNI-VERSE
作詞・作曲：ASKA

- TALK -
1. 僕の来た道
作詞・作曲：ASKA

Ending

## 参加ミュージシャン
- Piano：澤近泰輔
- Keyboard：十川知司
- Drums：江口信夫
- Bass：MECKEN
- Violin：クラッシャー木村
- Guitar：古川昌義、原田喧太
- Manipulator / Percussion：小笠原学